# Gunnar Gren
Gunnar Gren (n. 31 octombrie 1920, Göteborg, Suedia – d. 10 noiembrie 1991, Göteborg, Suedia) a fost un fotbalist și antrenor de fotbal suedez. Considerat unul dintre cei mai buni fotbaliști ai Suediei din toate timpurile, Gren a câștigat mai multe trofee în cariera sa, incluzând câștigarea Allsvenskan cu IFK Göteborg și Guldbollen (trofeu acordat celui mai bun jucător suedez de fotbal) în 1946. În 1949 a fost transferat la AC Milan.